# Cases al passeig Mossèn Jaume Gordi, 29-31 (Santa Coloma de Gramenet)
Les Cases al passeig Mossèn Jaume Gordi, 29-31 és una obra noucentista de Santa Coloma de Gramenet (Barcelonès) protegida com a Bé Cultural d'Interès Local.

## Descripció
Es tracta de dos edificis bessons unifamiliars de planta baixa i pis amb jardí d'accés i pati posterior. Ambdues finques estan separades per un passadís de 2 metres. Aquest forma part de la finca número 31.
Les façanes principals de totes dues cases presenten una composició simètrica amb porxo central d'accés suportat per dues columnes sobre el qual apareix un balcó tancat amb balustrada de pedra artificial. Les obertures són de forma rectangular, excepte la porta d'accés que és d'arc de mig punt. Les dues façanes estan acabades amb estuc imitant carreus i presenten elements ornamentals com impostes, cornisa amb motllures i esgrafiats, així com guardapols a les obertures. Al davant de les cases hi ha un pati delimitat per una tanca d'obra i ferro.